# Новокорецька сільська рада
Новоко́рецька сільська́ ра́да — орган місцевого самоврядування в Корецькому районі Рівненської області. Адміністративний центр — село Новий Корець.

## Загальні відомості
- Новокорецька сільська рада утворена в 1946 році.
- Територія ради: 18,821 км²
- Населення ради: 2 303 особи (станом на 2001 рік)
- Територією ради протікає річка Корчик.

## Населені пункти
Сільській раді підпорядковані населені пункти:
- с. Новий Корець

## Склад ради
Рада складається з 16 депутатів та голови.
- Голова ради: Хоменко Микола Костянтинович
- Секретар ради: Міліщук Галина Віталіївна

### Керівний склад попередніх скликань
| Прізвище, ім'я, по батькові  | Основні відомості                                                               | Дата обрання | Дата звільнення |
| ---------------------------- | ------------------------------------------------------------------------------- | ------------ | --------------- |
| Гнатюк Валентин Дмитрович    | Сільський голова, 1950 року народження, безпартійний                            | 26.03.2006   | 31.10.2010      |
| Хоменко Микола Костянтинович | Сільський голова, 1959 року народження, освіта середня спеціальна, безпартійний | 31.10.2010   |                 |

Примітка: таблиця складена за даними сайту Верховної Ради України